# Rhododendron roseiflorum
Rhododendron roseiflorum är en ljungväxtart som beskrevs av P.F. Stevens. Rhododendron roseiflorum ingår i släktet rododendron, och familjen ljungväxter. Inga underarter finns listade i Catalogue of Life.